# Robert A. Johnson (psicoterapeuta)
Robert Alex Johnson (Portland, Oregón, Estados Unidos; 26 de mayo de 1921-San Diego, California, Estados Unidos; 12 de septiembre de 2018) fue un destacado conferenciante y analista junguiano estadounidense autor de numerosas obras entre las que destacan He, She, We, Inner Work, Ecstasy, Transformation o Owning Your Own Shadow.

## Biografía
Robert A. Johnson nació en Portland, Oregón, en 1921. En 1933, a la edad de once años, tuvo una experiencia mística que influyó en el resto de su vida. Después de asistir a la Universidad de Oregón y la Universidad Stanford, fue a Ojai, California, en 1945 para estudiar con el maestro espiritual indio Jiddu Krishnamurti. Dos años más tarde, inició un análisis junguiano con Fritz Kunkel, inscribiéndose finalmente en el C.G. Jung-Institut Zürich, Suiza. A principios de la década de 1950 estableció su práctica analítica en Los Ángeles con Helen Luke, y después de casi una década, clausuró su práctica para entrar en un monasterio benedictino en Míchigan, donde permaneció durante cuatro años.
En 1967, Robert Johnson regresó a California para continuar su vida como terapeuta y para dar una conferencia en la Iglesia de St. Paul en San Diego, en estrecha colaboración con John Sanford. En 1974, una colección de sus conferencias fue publicada por una pequeña imprenta en Pensilvania, y He: Understanding Masculine Psychology se convirtió en un éxito de ventas después de que Harper & Row adquiriera los derechos.
Su talento para entretejer la psicología profunda, la mitología y el trabajo con sueños, presentando las teorías de Jung con sencillez y armonía, continúa tocando a las personas en todo el mundo. Los libros de Robert Johnson han vendido más de 2,5 millones de copias.
De 1973 a 1993, viajó anualmente a la India, sintiéndose profundamente en casa. De 1981 a 2002, condujo frecuentemente talleres en el sureste de los EE. UU. y Canadá, organizados por Journey Into Wholeness. Robert Johnson vivió en San Diego, disfrutando el fruto de sus muchas amistades. El viaje de su vida es explorado en profundidad en sus memorias, Balancing Heaven and Earth.

## Obra
Los trabajos de Robert A. Johnson incluyen las siguientes obras:
- He: Understanding Masculine Psychology (1974)
- She: Understanding Feminine Psychology (1976)
- We: Understanding the Psychology of Romantic Love (1983)
- Inner Work: Using Dreams and Active Imagination for Personal Growth (1986)
- Ecstasy: Understanding the Psychology of Joy (1989)
- Transformation: Understanding the Three Levels of Masculine Consciousness (1991)
- Femininity Lost and Regained (1991)
- Owning Your Own Shadow: Understanding the Dark Side of the Psyche (1993)
- The Fisher King and the Handless Maiden (1993)
- Lying with the Heavenly Woman (1995)
- Balancing Heaven and Earth: A Memoir of Visions, Dreams, and Realizations (1998) por Robert A. Johnson y Jerry M. Ruhl
- Contentment: A Way to True Happiness (1999) por Robert A. Johnson y Jerry M. Ruhl
- Living Your Unlived Life (2007) por Robert A. Johnson y Jerry M. Ruhl
- The Golden World, Audiobook (2007)
- Inner Gold: Understanding Psychological Projection (2008) por Robert A. Johnson y Arnie Kotler

## Edición en castellano
- Con Jerry M. Ruhl (2022). Vivir tu vida no vivida. Afrontar los sueños no realizados y cumplir tu propósito en la segunda mitad de la vida. Traducción Víctor López. Barcelona: Editorial Escola de Vida. ISBN 978-84-124006-3-2.
- Recuperar la feminidad perdida. Traducción Mónica Caldeiro. Barcelona: Editorial Escola de Vida. 2018. ISBN 9788494539633.
- Transformación. Comprender los tres niveles de la consciencia masculina. Traducción Mónica Caldeiro. Barcelona: Editorial Escola de Vida. 2018.
- Trabajo interior. Cómo usar los sueños y la Imaginación Activa para el crecimiento personal. Traducción Tony Silvero. Barcelona: Editorial Escola de Vida. 2016. ISBN 978-84-945396-0-2.
- WE. Comprender la psicología del amor romántico. Traducción Mónica Caldeiro. Barcelona: Editorial Escola de Vida. 2016. ISBN 978-84-945396-1-9.
- Aceptar la sombra de tu inconsciente. Comprender el lado oscuro de la psique. Barcelona: Ediciones Obelisco. 2010. ISBN 978-84-9777-706-3.
- Ella, para comprender la psicología femenina. Madrid: Editorial Gadir. 2006. ISBN 9788493474805.
- El, para comprender la psicología masculina. Madrid: Editorial Gadir. 2006. ISBN 9788493474836.
- El rey pescador y la doncella sin manos. Barcelona: Ediciones Obelisco. 2001. ISBN 978-84-7720-567-8.
- Con Jerry M. Ruhl (2000). Integridad interior y satisfacción: un camino hacia la verdadera felicidad. Barcelona: Paidós. ISBN 9788449308499.
- Con Jerry M. Ruhl (1999). El equilibrio entre el cielo y la tierra: recuerdos de visiones, sueños y realizaciones. Barcelona: Paidós. ISBN 9788449307294.
- Acostarse con la mujer celestial: cómo conocer e integrar los arquetipos femeninos en la vida del hombre. Barcelona: Ediciones Obelisco. 1997. ISBN 9788477206040.
- Éxtasis. Psicología del gozo. Barcelona: Editorial Kairós. 1992. ISBN 9788472452398.